# Phaolô Bùi Quân Dân
Phaolô Bùi Quân Dân (tiếng Trung: 裴軍民, Paul Pei Jun-min; sinh 1969) là một giám mục người Trung Quốc của Giáo hội Công giáo Rôma. Ông hiện đang đảm nhận chức vụ Tổng giám mục chính tòa Tổng giáo phận Phụng Thiên (còn gọi là Tổng giáo phận Thẩm Dương). Chính quyền Trung Quốc cũng công nhận ông với chức vụ Giám mục Liêu Ninh.

## Tiểu sử
Phaolô Bùi Quân Dân sinh tháng 2 năm 1969, trong một gia đình Công giáo người huyện Khách Lạt Thấm Tả Dực, tỉnh Liêu Ninh (Trung Quốc. Năm 1985, ông theo học tại Học viện Thần học Thẩm Dương. Năm 1990, ông tốt nghiệp và được cử đi thực tập tại nhà thờ chính tòa Thẩm Dương. Ngày 31 tháng 5 năm 1992, ông được phong chức linh mục, khi mới 23 tuổi.
Năm 1993, ông sang Mỹ du học bậc Cao học về Thần học và Thánh kinh học. Năm 1996, ông về nước.
Ngày 12 tháng 1 năm 2006, ông được Hội Công giáo Yêu nước Trung Quốc đề cử làm Giám mục phụ tá Giáo phận Liêu Ninh, một giáo phận do chính quyền Trung Quốc thiết lập, có địa hạt gần tương đương với Tổng giáo phận Phụng Thiên và các giáo phận Nhiệt Hà, Phủ Thuận, Doanh Khẩu. Tòa Thánh Vatican sau đó cũng công bố quyết định bổ nhiệm linh mục Phaolô Bùi Quân Dân làm Tổng giám mục phó Tổng giáo phận Phụng Thiên. Lễ tấn phong giám mục của ông được tổ chức ngày 7 tháng 5 năm 2006. Khẩu hiệu giám mục của ông là In Verbo Autem Tuo.
Do tuổi cao, sức yếu, nên ngày 29 tháng 6 năm 2008, Tổng giám mục Piô Kim Phái Hiến về hưu, trao quyền cai quản giáo phận lại cho ông. Ngày 9 tháng 12 năm 2010, ông được bầu làm Phó chủ tịch Giám mục đoàn Công giáo Trung Quốc.
Năm 2011, ông từ chối tham gia lễ phong chức cho giám mục bất hợp thức Giuse Hoàng Bỉnh Chương. Tuy nhiên, một năm sau, ông tham gia lễ phong chức cho một giám mục bất hợp thức khác là Giuse Nhạc Phúc Sinh.